# Bellevigne-les-Châteaux
Bellevigne-les-Châteaux község Franciaország Loire mente régiójában, Maine-et-Loire megyében. Új községként 2019. január 1-jén jött létre Chacé, Brézé és Saint-Cyr-en-Bourg község egyesítésével. A korábbi községek egyesülésekor az új község lélekszáma 3655 fő lett. Lakosainak száma 3450 fő (2022. január 1.).

## Népesség
| Lakosok száma | 3520 | 3498 | 3482 | 3471 | 3463 | 3450 |
|               | 2017 | 2018 | 2019 | 2020 | 2021 | 2022 |